# Mezokarp

Przekrój przez brzoskwinię

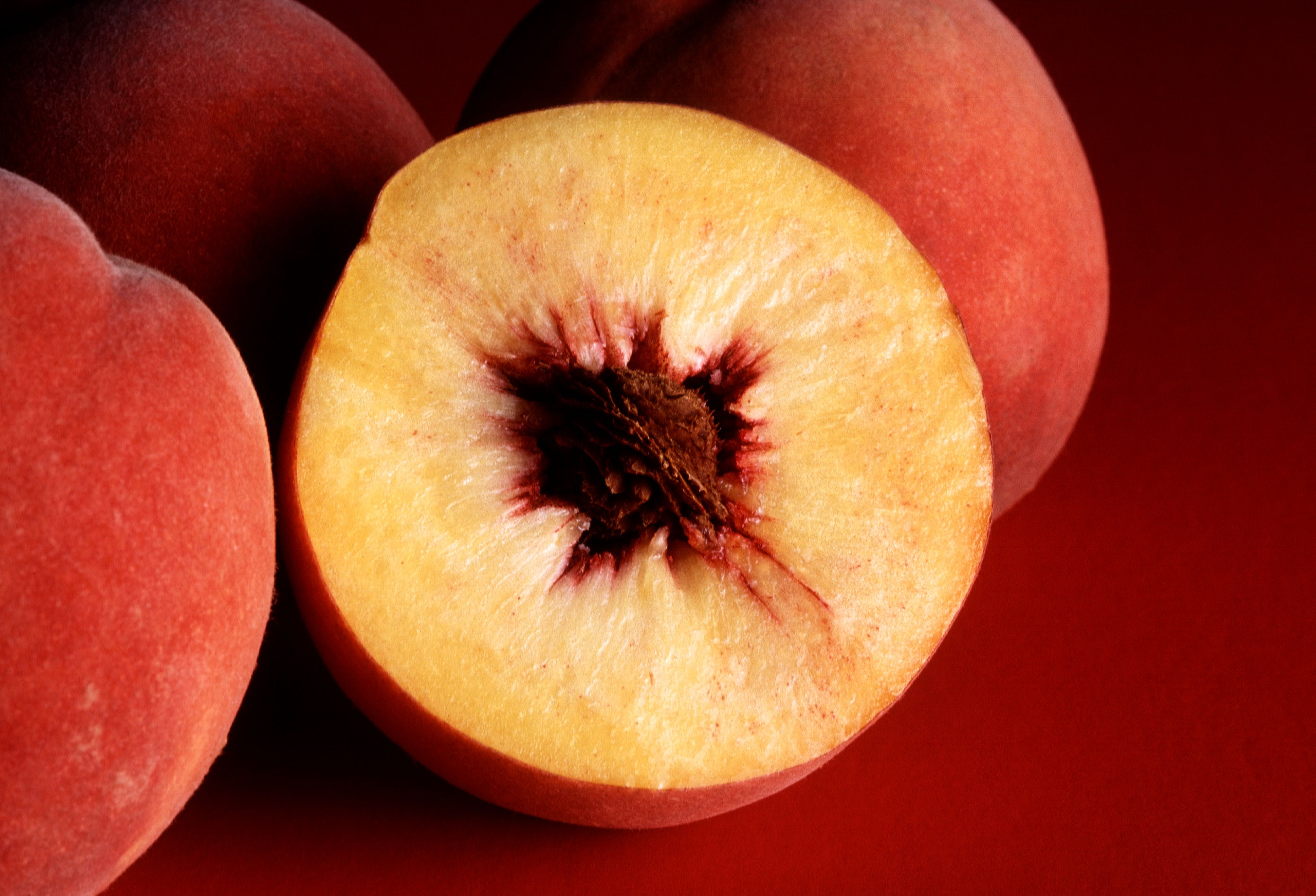
Soczysty mezokarp w owocu brzoskwini

Mezokarp – w owocach roślin okrytonasiennych środkowa warstwa owocni powstającej ze ścian zalążni. Znajduje się między egzokarpem a endokarpem. O ile skrajne warstwy są zwykle cienkie (egzokarp tworzy skórkę na owocu, endokarp otacza nasiono, czasem drewnieje i tworzy pestkę), mezokarp bywa nierzadko silnie rozrośnięty. Ze względu na sposób jego wykształcenia wyróżnia się owoce soczyste (mezokarp gruby, mięsisty, tworzony przez miękisz, na przykład w pestkowcach) lub suche (mezokarp suchy, cienki, na przykład w strąkach). 
W owocach cytrusów mezokarp zwany jest albedo.